# Sommet de la branche des géantes rouges

Les étoiles de la famille du Soleil comprennent un cœur dégénéré sur la branche des géantes rouges et évoluent vers le sommet à la droite avant que ne se déclenche la fusion de l'hélium avec un flash.

En astrophysique, le sommet de la branche des géantes rouges, généralement désigné dans la littérature par son équivalent anglophone Tip of the Red Giant Branch et abrégé TRGB, est une méthode d'évaluation des distances extragalactiques utilisant la luminosité infrarouge (bande I) maximum des géantes rouges de population II. Il tire son nom du diagramme de Hertzsprung-Russell, représentant la luminosité des étoiles en fonction de leur indice de couleur, c'est-à-dire de leur température de surface, diagramme dans lequel les géantes rouges forment une branche latérale partant de la séquence principale en direction du bord supérieur droit du diagramme.

## Principe

### Fusion de l'hydrogène dans la séquence principale

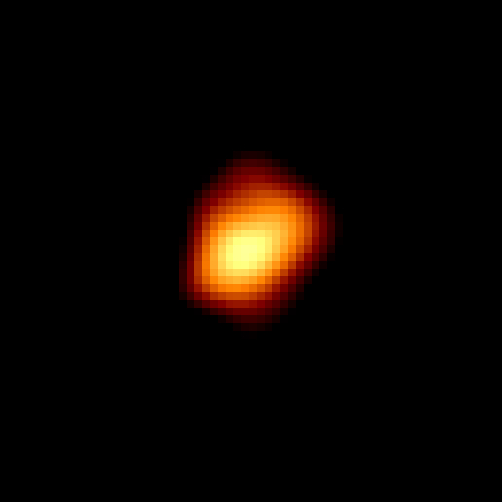
Mira vue par le télescope spatial Hubble.

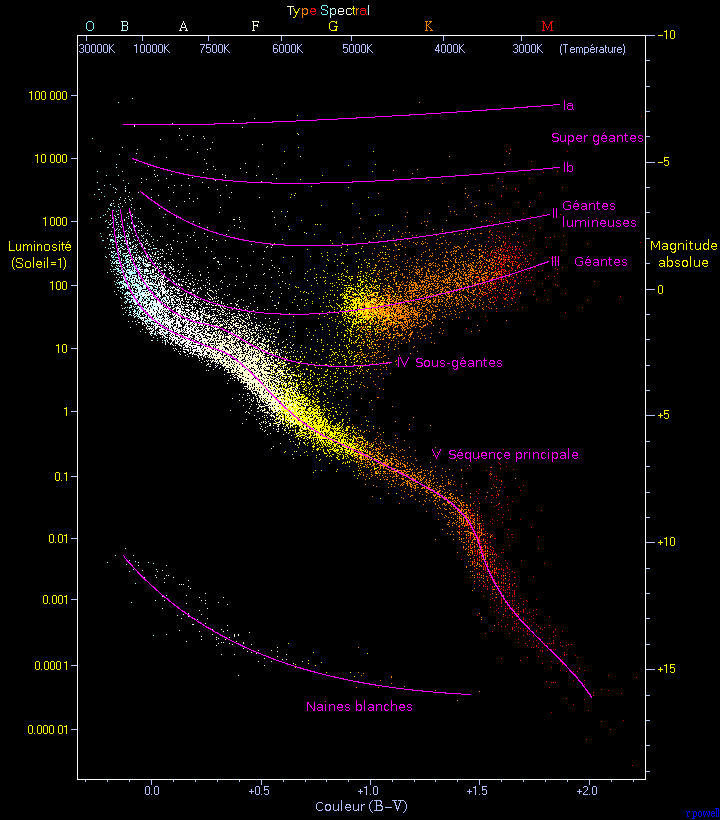
Diagramme de Hertzsprung-Russell.

Au cours de la vie d'une étoile, l'hydrogène est converti en hélium par fusion nucléaire à travers la chaîne proton-proton dès 4 × 106 K puis, au-delà de 1,7 × 107 K, essentiellement par le cycle carbone-azote-oxygène, qui commence dès 1,5 × 107 K. L'hélium s'accumule ainsi au cœur de l'étoile et la zone de fusion de l'hydrogène migre progressivement vers l'extérieur de l'étoile, provoquant sa dilatation et l'augmentation exponentielle de sa surface — d'où augmentation de sa luminosité totale — tandis que sa température superficielle diminue et que sa surface vire à l'orange puis au rouge : l'étoile devient une géante rouge.
Les étoiles ayant une masse supérieure à 0,5 M☉ finissent par atteindre en leur cœur une pression et une température suffisantes pour déclencher la fusion de l'hélium en carbone 12 à travers la réaction triple-alpha et la formation transitoire de béryllium 8, nucléide hautement instable qui se désintègre en deux particules alpha avec une période radioactive de 6,7×10-17 s. Pour cette raison, la formation de 12C ne devient efficace qu'au-delà d'un seuil critique permettant la fusion subséquente d'un noyau de 4He et d'un noyau de 8Be avant que celui-ci n'ait le temps de se désintégrer.

### Flash de l'hélium
La cinétique de la chaîne proton-proton est à peu près proportionnelle à la pression et à la 4e puissance de la température, tandis que la cinétique de la réaction triple-alpha l'est au carré de la pression et à la 40e puissance de la température. Ce terme en T40 induit une sensibilité extrême à la température conduisant à l'emballement de la réaction triple-alpha par rétroaction positive dans les étoiles où le cœur est maintenu en équilibre hydrostatique sous l'effet de la pression de dégénérescence électronique, indépendante de la température car résultant du principe d'exclusion de Pauli, et non sous l'effet de la pression de radiation, c'est-à-dire dans les étoiles de moins de 1,75 à 2,25 M☉ : lorsque la réaction triple-alpha commence dans de telles étoiles, aux environs de 108 K, elle se déroule quasiment à volume constant jusqu'à ce que la pression de radiation l'emporte sur la pression de dégénérescence et provoque la dilatation du cœur, ce qui entraîne son refroidissement et l'arrêt de la réaction triple-alpha ; dans les étoiles plus grosses, la fusion de l'hélium se déroule dans une couche en équilibre hydrostatique sans que la pression de dégénérescence ne soit dominante, de sorte qu'un emballement de la réaction est aussitôt ralenti par l'expansion, et donc le refroidissement, des gaz de l'étoile.
L'emballement de la réaction triple-alpha au cœur des étoiles de taille moyenne est appelé flash de l'hélium. C'est un phénomène extrêmement violent et bref, qui libère en quelques secondes une puissance environ 1011 fois supérieure à la puissance nominale de l'étoile — c'est-à-dire autant qu'une galaxie tout entière. L'étoile s'en trouve progressivement affectée, le temps que l'énergie libérée en son cœur traverse le plasma de l'étoile et réchauffe la surface de la géante rouge ; la luminosité de l'étoile demeure relativement constante alors que sa température augmente, ce qui déplace vers la gauche le point représentant cet astre sur le diagramme de Hertzsprung-Russell : on dit que l'étoile se trouve sur la branche horizontale du diagramme HR.

## Application
La luminosité infrarouge des étoiles au moment où elles basculent de la branche des géantes rouges vers la branche horizontale est relativement indépendante de leur masse et de leur métallicité, ce qui en fait un outil particulièrement utile dans la mesure des distances extragalactiques. En effet, cela signifie que la magnitude absolue de ces étoiles dans l'infrarouge est connue avec une bonne approximation, ce qui permet d'en déduire le module de distance par différence entre leur magnitude apparente observée et leur magnitude absolue théorique. La mesure de la magnitude infrarouge apparente des étoiles du sommet de la branche des géantes rouges s'appliquant aux étoiles de population II, qu'on trouve dans toutes les formations stellaires, c'est un outil particulièrement pratique applicable aussi bien aux amas globulaires qu'aux galaxies de toutes sortes.
En 2019, cette méthode donne pour la constante de Hubble H0 une valeur intermédiaire entre celles déduites du fond diffus cosmologique et celles données par les supernovas de type Ia, mais avec une précision insuffisante. La mise en service du télescope spatial James-Webb devrait réduire suffisamment les incertitudes pour que les nouvelles mesures permettent de confirmer ou d'infirmer la tension sur H0.